# 87 Dywizja Strzelecka (ZSRR)
87 Dywizja Strzelecka (ros. 87-я стрелковая дивизия) – związek taktyczny piechoty Armii Czerwonej.
Dywizja wzięła udział w kampanii wrześniowej w składzie 15 Korpusu Strzeleckiego. W czasie ataku wojsk III Rzeszy i jej sojuszników na Związek Radziecki brała udział w 1941 w walkach m.in. w rejonie Kowla.

## Dowódcy dywizji
- kombrig Filip Matykin (był w 1939)[3]

## Struktura organizacyjna
W 1939
- 16 pułk strzelecki
- 96 pułk strzelecki
- 283 pułk strzelecki
- 197 pułk artylerii lekkiej
- 212 pułk artylerii haubic
- 383 samodzielny batalion czołgów
- 85 dywizjon przeciwpancerny
- 14 dywizjon artylerii przeciwlotniczej
- 43 batalion rozpoznawczy
- 11 batalion saperów
- 14 batalion łączności
- 59 batalion medyczno-sanitarny
- 119 kompania przeciwchemiczna
- 86 batalion transportowy
- 106 kompania remontowa
- 137 piekarnia polowa
- 28 szpital weterynaryjny
- stacja poczty polowej